# Maria Lluch Senar
Maria Lluch Senar es doctora en biotecnología e investigadora del Centro de Regulación Genómica de Barcelona donde ha realizado descubrimientos sobre la función de las proteínas en las bacterias, descubrimientos que abren la puerta a recuperar la eficacia de los antibióticos.

## Formación
Realizó su doctorado de 2005 a 2010 en el Institut de Biotecnología i Biomedicina (IBB), de la Universidad Autónoma de Barcelona. Durante su tesis, empezó a trabajar con los micoplasmas, desarrollando herramientas genéticas y estudiando la división celular y su virulencia.
Tras una breve experiencia de tres meses trabajando en el grupo del laboratorio del Profesor Jörg Stülke, (Gottingen, Alemania), en 2010, Maria Lluch Senar inició el posdoctorado en el Centro de Regulación Genómica (CRG) de Barcelona, concretamente en el laboratorio de biología de sistemas liderado por el investigador Luis Serrano Pubull.
Durante esta época de posdoctorado, estableció diferentes colaboraciones con importantes instituciones e investigadores como Markus Covert (Universidad de Stanford), Jonathan Karr (Monte Sinaí), Kai Luong (Pacific Bioscience), John Glass (Instituto J. Craig Venter), Soren Molins (Fundación Novo Nordisk), Maria Jesús Grilló (IdAB-CSIC), Cecile Bebear y Alain Blanchard (INRA).

## Carrera profesional
En 2014 se convirtió en investigadora asociada del laboratorio del Prof. Serrano, a cargo del equipo de Mycoplasma, donde tuvo la oportunidad de diseñar y desarrollar proyectos completos. Asimismo, postuló junto con Luis Serrano para conseguir subvenciones internacionales, y en dos años consiguieron dos proyectos europeos H2020: MycoSynVac, un gran proyecto integrado de 8 millones de euros del cual es co-coordinadora; y MiniCell, proyecto al que también pertenece.
En abril de 2016, Maria Lluch Senar organizó el primer curso internacional de modelos de células completas en Europa y repitió experiencia en 2017 y 2019. Paralelamente, la investigadora coordinó un equipo de investigación de biología de sistemas, con el que mediante la biología sintética tratan de identificar y analizar el funcionamiento de las proteínas de las bacterias para detectar las que podrían utilizarse en un futuro como antibióticos para el tratamiento de enfermedades bacterianas, entre ellas Mycoplasma pneumoniae, causante de una forma de neumonía.

## Producción académica
Es coautora de más de veinte artículos en publicaciones científicas internacionales. El más reciente, publicado en febrero de 2019 por la revista Molecular Systems Biology. Dirigido por Luis Serrano y María Lluch Senar como investigadora principal, muestra cómo han conseguido desarrollar una nueva técnica que permite identificar y ver cómo funcionan pequeñas proteínas presentes en las bacterias, lo que supone un avance para conseguir nuevos antibióticos que superen las resistencias a estos fármacos.
El trabajo científico de Maria Lluch Senar ha sido reconocido internacionalmente en diversas ocasiones. Además de su activa participación como conferenciante en congresos nacionales e internacionales, Maria Lluch Senar ha colaborado en actividades de divulgación científica, como BDebate con el objetivo de acercar la ciencia y la investigación a la sociedad.

## Resumen de tesis doctoral
Los micoplasmas son bacterias sin pared celular que pertenecen a la clase Mollicutes. Estos microorganismos se caracterizan por su pequeño tamaño y por tener un genoma reducido con un bajo porcentaje de C+G. Muchas especies de mycoplasma actúan como parásitos y patógenos de un amplio rango de huéspedes, causando enfermedades comunes en humanos. Por ejemplo, Mycoplasma genitalium, objeto de esta tesis, es el causante de la uretritis no gonocócica. La secuenciación del genoma de algunos micoplasmas ha favorecido el conocimiento de la fisiología y genética de estos microorganismos, pero algunos mecanismos como la regulación de la expresión génica y la división celular siguen siendo aún un misterio por desvelar. M. genitalium, con tan sólo 525 genes, es considerado un modelo de célula mínima. Posee el genoma más pequeño de entre todas las bacterias que se pueden cultivar axénicamente, siendo así un candidato ideal para el estudio de los procesos biológicos con el mínimo número de genes implicados. El trabajo presentado en esta tesis se divide en tres capítulos independientes. En el primero se estudia la regulación de la expresión génica en M. genitalium y M. pneumoniae. El trabajo con M. pneumoniae fue llevado a cabo durante una estancia en el laboratorio del Prof. J. Stülke (Göttingen, Alemania). Este primer trabajo dio lugar a un artículo publicado en la revista Microbiology. La obtención de un mutante por transposición de M. genitalium que deleccionaba el gen ftsZ, descrito como esencial para la división celular en la mayor parte de bacterias, derivó en el segundo capítulo de esta tesis. En este segundo trabajo se investiga la división celular en micoplasma en ausencia de este gen. Este estudio ha sido publicado recientemente en la revista Molecular Microbiology. Por último, con el objetivo de profundizar en el tema de la división celular en micoplasma, en el tercer capítulo se analiza la funcionalidad del gen mraZ, que junto con mraW, mg223 y ftsZ conforma el operón de división celular de M. genitalium.